# 真木駿一
真木 駿一（まき しゅんいち、1990年6月25日 - ）は、日本の男性声優。埼玉県出身。フリーランス。

## 人物
資格は普通自動車運転免許。
趣味はスポーツ、麻雀、読書。特技はラグビー、野球、サッカー。
2024年3月31日をもって所属していたアクセルワンを退所。4月1日よりフリーとなった。

## 出演
太字はメインキャラクター。

### テレビアニメ
2015年
- オーバーロード（2015年 - 2022年、神官達、デイバーノック、エイトエッジ・アサシン、カイジャリ、クアゴアリーダー 他） - 4シリーズ
- 金田一少年の事件簿R（山田和夫）
- 長門有希ちゃんの消失（テレビ番組出演者）
- ノラガミ ARAGOTO（寿老人、神器A）
- ビキニ・ウォリアーズ（町の人A、町長）
- 乱歩奇譚 Game of Laplace（模倣犯）

2016年
- 暗殺教室（警備兵2）
- ALL OUT!!（広田鋭一、不良生徒）
- ジョーカー・ゲーム（イギリス軍憲兵、乗客、憲兵）
- タブー・タトゥー（チンピラB、男子生徒B、呪文泥棒、パイロット、ローレンス、職員）
- 虹色デイズ
- ねこねこ日本史（2016年 - 2021年、豊臣秀吉、本多忠勝 他） - 5シリーズ
- ねじ巻き精霊戦記 天鏡のアルデラミン
- 美男高校地球防衛部LOVE!LOVE!（イカ先生）
- 僕だけがいない街
- ラグナストライクエンジェルズ（整備士A）

2017年
- キラキラ☆プリキュアアラモード（園部けい、巨大イル、ネンドモンスター、カードモンスター）
- CHAOS;CHILD（人々B）
- ソード・オラトリア ダンジョンに出会いを求めるのは間違っているだろうか外伝（フォモール）
- デジモンユニバース アプリモンスターズ（スタッフ）
- 将国のアルタイル（通行人B、市民A）
- パズドラクロス（ドミニオン）
- 牙狼〈GARO〉-VANISHING LINE-（2017年 - 2018年、食堂の客・男、BARの客）

2018年
- Fate/EXTRA Last Encore（マスター）
- ハクメイとミコチ（ユキジ）
- ポプテピピック（隼人）
- デュエル・マスターズ シリーズ（2018年 - 2022年、白米男爵、The タンタン漢、アイアン・マンハッタン、伊集院ハカセ 他） - 4シリーズ
- おじゃる丸（惑星、男）
- PERSONA5 the Animation（斑目関係者A）
- 覇穹 封神演義（妖怪）
- 風が強く吹いている（2018年 - 2019年、店員、監督、東体大監督、面接官、キプスゲ 他）
- 狐狸之声（ディレクター）
- マヌ〜ルのゆうべ
- ONE PIECE（2018年 - 2020年、ゾウ、海賊、奴隷3号、うどん屋店員、囚人）

2019年
- グリムノーツ The Animation（村の男性C、ヴィラン、民兵A、中年夫、避難民B 他）
- エガオノダイカ（オイゲン・ヨスト）
- 荒野のコトブキ飛行隊（商談相手、空賊）
- 盾の勇者の成り上がり（2019年 - 2023年、アクセサリー商、コロシアム観客） - 2シリーズ
- どろろ（侍C）
- けだまのゴンじろー（店主）
- ぼくたちは勉強ができない（イカ焼き屋）
- ロード・エルメロイII世の事件簿 -魔眼蒐集列車 Grace note-（労働者）
- 異世界チート魔術師（斥候、ニルガン、兵士）
- フルーツバスケット（教師）
- GO!GO!アトム
- 炎炎ノ消防隊（2019年 - 2025年、第4隊員、田口小隊長） - 3シリーズ
- 慎重勇者〜この勇者が俺TUEEEくせに慎重すぎる〜（警備神）
- Fairy gone フェアリーゴーン（匪賊）
- ソードアート・オンライン アリシゼーション War of Underworld（コソギ）

2020年
- バビロン（男性議員）
- number24（医者）
- 推しが武道館いってくれたら死ぬ（オタク、浅水、中山、物販スタッフ）
- とある科学の超電磁砲T（団長、トレーダー）
- うちタマ?! 〜うちのタマ知りませんか?〜（客）
- ダーウィンズゲーム（エイス 攻撃班班長）
- あひるの空（3年6組生徒、審判、大会委員）
- ソマリと森の神様（荒くれ者、露店の店主）
- ハクション大魔王2020（鈴木先生）
- LISTENERS リスナーズ（銀河宮殿ファミリーC）
- アサティール 未来の昔ばなし（2020年 - 2024年、学者、盗賊、屋台の店主） - 2シリーズ
- デカダンス（リョク、ガドル工場職員D）
- デュエル・マスターズ キング（The タイタン漢）
- 食戟のソーマ 豪ノ皿（料理人J）
- ダンジョンに出会いを求めるのは間違っているだろうかIII（住人）
- 呪術廻戦（2020年 - 2023年、岡﨑正、一般人） - 2シリーズ
- 魔王城でおやすみ（アイスゴーレム、男性）
- 神様になった日（宝釣り屋台主）
- ゴールデンカムイ（漁師たち）
- はなかっぱ（山P）
- ひぐらしのなく頃に業（2020年 - 2021年、役員） - 2シリーズ

2021年
- 転生したらスライムだった件（フォルゲン）
- スケートリーディング☆スターズ
- 究極進化したフルダイブRPGが現実よりもクソゲーだったら（三科、パルー）
- ゴジラ S.P ＜シンギュラポイント＞（コメンテーターB、警察官、コメンテーター、猟友会B、見張り員 他）
- 86-エイティシックス-（2021年 - 2022年、ジョン） - 2シリーズ
- オッドタクシー（上司）
- EDENS ZERO（2021年 - 2023年、ボノ、シノビトロール、ハンター、ノアの部下、住民 他） - 2シリーズ
- SDガンダムワールド ヒーローズ（賞金稼ぎ）
- 七つの大罪 憤怒の審判（妖精）
- 迷宮ブラックカンパニー（エルフ1、社畜、うさぎ1、モンスター1、ゾンビ3 他）
- ヴァニタスの手記（2021年 - 2022年、招待客A、狩人B、村人B） - 2シリーズ
- NIGHT HEAD 2041（保安隊員B）
- 無職転生 〜異世界行ったら本気だす〜（船長）
- 月とライカと吸血姫（副議長）
- 海賊王女（船員A）
- 境界戦機（ロジャー・ヤング）
- 見える子ちゃん（化け物）

2022年
- オンエアできない!（TVガヤ、ベテランAD_B、音楽班P、秋山）
- ハコヅメ〜交番女子の逆襲〜（DV男）
- ありふれた職業で世界最強（2022年 - 2024年、齋藤良樹、グリッド・ハーフ） - 2シリーズ
- BORUTO-ボルト- NARUTO NEXT GENERATIONS（オオナミ）
- 薔薇王の葬列（男性従者A）
- 現実主義勇者の王国再建記（領主）
- 平家物語（平行盛）
- 怪人開発部の黒井津さん（獣勇士B）
- 群青のファンファーレ（ラーメン店主人）
- パリピ孔明（角刈クチョリーズ）
- リコリス・リコイル（ハッカー）
- 東京ミュウミュウ にゅ〜♡（警備員）
- 黒の召喚士（クリストフ）
- 転生したら剣でした（ルーファス、ゴブリン・キング、門番）
- 悪役令嬢なのでラスボスを飼ってみました（ペンネ）
- モブサイコ100 III（牧原、教師、新肉改部員B）
- ニンジャラ（御庭番衆）

2023年
- The Legend of Heroes 閃の軌跡 Northern War（ベテラン兵A、ピエロ、乗客たち、フェノメノン隊員A、猟兵B）
- 文豪ストレイドッグス（観客B、刑事、軍警C、店主、司令官） - 2シリーズ
- REVENGER（馬尻、同心B、僧侶A、主人、商人B 他）
- 火狩りの王（2023年 - 2024年、炸六、蜘蛛、ゴモジュ、群衆の声、乗員） - 2シリーズ
- 英雄王、武を極めるため転生す 〜そして、世界最強の見習い騎士♀〜（ホーカー）
- とんでもスキルで異世界放浪メシ（冒険者B、コボルトキング、オルトロス、冒険者A、冒険者）
- もういっぽん!
- 地獄楽（牢役人B、与力、いがみの慶雲、山賊）
- 王様ランキング 勇気の宝箱（店員、盗賊）
- 異世界ワンターンキル姉さん 〜姉同伴の異世界生活はじめました〜（カイザーベア）
- 僕の心のヤバイやつ（化学の先生）
- 異世界召喚は二度目です（船宿の主人）
- 冒険大陸 アニアキングダム（動物たち、スピン）
- 贄姫と獣の王（門兵A）
- 機動戦士ガンダム 水星の魔女（艦長）
- 天国大魔境（見張りの男）
- アンデッドガール・マーダーファルス（ナイジェル、警備兵）
- SYNDUALITY Noir（ブーカ）
- Helck（エリーユ人）
- ラグナクリムゾン（ユリウス）
- 16bitセンセーション ANOTHER LAYER（大学生B、店員A、野次馬B、オタクA、客 他）
- 葬送のフリーレン（村長）
- 七つの大罪 黙示録の四騎士（2023年 - 2024年、バブ、家臣、衛兵、聖騎士）
- ポーション頼みで生き延びます!（指揮官）
- BEYBLADE X（2023年 - 2025年、青年）
- 鴨乃橋ロンの禁断推理（室井）

2024年
- ダンジョン飯（迷宮初心者、男、死体回収屋A、オークB、ブリガン）
- 戦国妖狐（野武士）
- 異修羅（リクエル）
- 外科医エリーゼ（患者B）
- 魔女と野獣（相棒、牛飼い）
- 青の祓魔師 島根啓明結社篇（観光客、グンナン）
- キングダム（外摩）
- 真の仲間じゃないと勇者のパーティーを追い出されたので、辺境でスローライフすることにしました2nd（ソルト・ドラゴン）
- ザ・ファブル（車上荒らし1）
- 忘却バッテリー（審判）
- Lv2からチートだった元勇者候補のまったり異世界ライフ（マウントボア）
- 烏は主を選ばない（下男、嘉助）
- 夜桜さんちの大作戦（部隊員、部下、添乗員、父、葉桜部隊員）
- ばいばい、アース（2024年 - 2025年、観客、剣士、貴族） - 2シリーズ
- デリコズ・ナーサリー（ウンベルト・レント）
- トリリオンゲーム（パーティーの客）
- アイドルマスター シャイニーカラーズ 2nd season（ラジオD）
- ダンダダン（2024年 - 2025年、鬼頭ジュマニエル） - 2シリーズ

2025年
- LAZARUS ラザロ（看守1）
- ちくわ戦記〜おれのカワイイで地球侵略〜（ゲップラー星人）
- ウィッチウォッチ（七宝竜太、自由人、男、犬たち、ヤンキー男）
- 神統記（テオゴニア）（オーグ族隊長）
- ブサメンガチファイター（恭志郎の手下）
- 白豚貴族ですが前世の記憶が生えたのでひよこな弟育てます（ドミニク・ローラン）

### 劇場アニメ
2015年
- 百日紅 〜Miss HOKUSAI〜
- 劇場版 明治東亰恋伽 〜弦月の小夜曲〜

2017年
- 劇場版 黒執事 Book of the Atlantic
- 映画 キラキラ☆プリキュアアラモード パリッと!想い出のミルフィーユ!（泡立て器モンスター）
- Petit（プチ）☆ドリームスターズ!レッツ・ラ・クッキン?ショータイム!（クッキードラゴン）

2019年
- きみと、波にのれたら（男H）

2020年
- Gのレコンギスタ II ベルリ 撃進（ゲッツ）
- 映画 ねこねこ日本史 〜龍馬のはちゃめちゃタイムトラベルぜよ!〜（茶々丸、豊臣秀吉、本多忠勝）

2021年
- 劇場版 七つの大罪 光に呪われし者たち
- 竜とそばかすの姫
- サイダーのように言葉が湧き上がる
- 岬のマヨイガ（天狗2）

2022年
- 映画 オッドタクシー イン・ザ・ウッズ
- 犬王
- 劇場版 からかい上手の高木さん
- THE FIRST SLAM DUNK（堂本五郎）

2024年
- 劇場版 オーバーロード 聖王国編（少年の父）

### OVA
- 『デュラララ!!×2 結』外伝!? 第19.5話「デュフフフ!!」（2016年、チンピラ）
- 政宗くんのリベンジ（2018年、祖父） - コミックス第10巻OAD付き特装版
- 転生したらスライムだった件（2020年、部下A） - 漫画版第14 - 16巻OAD付き限定版
- 機動戦士ガンダム 水星の魔女 PROLOGUE（2022年、解説者）

### Webアニメ
2010年代
- ホイッスル!（ボイスリメイク版）（2016年、花沢秀臣、天城の父）
- DEVILMAN crybaby（2018年、発狂した男）
- 聖闘士星矢: Knights of the Zodiac（2019年、ギャング2、武装勢力、ドイツ人）
- ガンダムビルドダイバーズRe:RISE（2019年 - 2020年、ザブン） - 2シリーズ

2020年代
- バトルスピリッツ 赫盟のガレット（2020年、青年A）
- ガンダムブレイカー バトローグ（2021年、GBフェスタのスタッフ、イベント参加者）
- TIGER & BUNNY 2（2022年、カメラマン）
- LUPIN ZERO（2023年、ホセ）
- T・Pぼん（2024年、教師、盗賊A、杖山、ダニー、シュリーマンの父 他） - 2シリーズ
- 怒りのオコリザル観察日記（2024年、ガキ大将）

### ゲーム
2014年
- あやかしごはん（ナギ）

2015年
- あやかしごはん〜おおもりっ！〜（ナギ）
- あやかしごはん〜おかわりっ！〜（ナギ）
- クイズRPG 魔法使いと黒猫のウィズ（タモン・シャズ）
- 戦国修羅SOUL
- DYNAMIC CHORD feat.[rêve parfait]（香椎秋葉）

2016年
- 逆転オセロニア（モルフス）
- 彗星のアルナディア（バシュラ、メジェガ）
- 雷子-紺碧の章-（ノウ瓦，允常）

2017年
- League of Angels II（義空、オーランド、オーディン、ノーデンス）
- 少女とドラゴン -幻獣契約クリプトラクト-（グラハ＝ザール、ダンジュウロウ）
- 花朧 〜戦国伝乱奇〜（斎藤道三）
- League of Angels II - リーグオブエンジェルズ2（ノーデンス、義空、オーディン、オーランド）

2018年
- カルマオンライン -KARMA online-（メーロン、テレンスライク）
- ゴッドイーターレゾナントオプス（ガルシア）
- サファイア・スフィア〜蒼き境界〜（アバン）

2019年
- ブラウンダスト（ライアン）
- ドラゴンクエストXI 過ぎ去りし時を求めて S（デニス）
- ニード・フォー・スピード ヒート
- MASS FOR THE DEAD（デイバーノック）

2020年
- ドラガリアロスト（アウグス）

2022年
- 三国極戦（周倉、文醜）

2023年
- BLUE PROTOCOL（ウルガルム 他）

2024年
- 護縁（マド・ヨーガン）

### ドラマCD
- 俺様ティーチャー（焼きそば屋）
- 双子の魔法使いリコとグリ スィートドラマ2（男子学生[27]）
- ヘタリア The Beautiful World
- 先生なんて嫌いです。（川口先生）
- 抱かれたい男1位に脅されています。 3（三田丸一）

### 吹き替え

#### 映画
- アウトロー・キング スコットランドの英雄 ※Netflix版
- アポストル 復讐の掟
- ある愛の詩（ハンク・シンプソン〈トミー・リー・ジョーンズ〉[28]）※VOD版
- 移動都市/モータル・エンジン
- ウトヤ島、7月22日（マグヌス〈アレクサンダー・ホルメン〉）
- オペレーション・ウルフ（ウー・ミン〈ジョエル・エイドリアン〉[29]）
- カサブランカ（フェラーリ〈シドニー・グリーンストリート（英語版）〉）※N.E.M.版[30]
- ガールフレンドデー（バディ〈リッチ・ソマー〉）
- クライ・マッチョ（ガルシア警部[31]）
- クリミナル・ミッション（ライカート）
- クレイジー・バカンス ツイてない女たちの南国旅行
- クロール -凶暴領域-
- クワイエット・プレイス
  - クワイエット・プレイス 破られた沈黙（ロニー[32]）
- ゴジラvsコング（ガード[33]）
- ザ・グラッジ 死霊の棲む屋敷（グレコ〈ジョエル・ガーランド〉[34]）
- ザ・スイッチ（ダニエルズ[35]）
- ザ・バブル（ハウイー・フランゴ・ポラスクリフ〈ガズ・カーン〉）
- ザ・マミー/呪われた砂漠の王女
- 静かなる男（ダン・トビン〈フランシス・フォード〉）※新録版
- ジャック・リーチャー NEVER GO BACK
- ジャドヴィル包囲戦 -6日間の戦い-
- シンプル・シモン（シモンの父親）
- セプテンバー5
- ソニック・ザ・ムービー/ソニック VS ナックルズ（トラック運転手[36]）
- でっかくなっちゃった赤い子犬 僕はクリフォード（獣医〈キーナン・トンプソン〉[37]）
- トゥモロー・ウォー（コーワン〈マイク・ミッチェル〉[38]）
- トップガン マーヴェリック（電気系エンジニア[39]）
- トムとジェリー（セシル[40]）
- ナイト・オブ・シャドー 魔法拳（チューヤオ[41]）
- バーニング・オーシャン
- パーフェクト・ケア[42]
- バトル・オブ・ダンジア 魔獣大戦（痩せ猿師匠〈ウー・ハオ〉、ジア・ヨウウェイ〈ヤン・ジュン〉[43]）
- バリー（アンドレ〈ラルフ・ロドリゲス〉）
- ヒットマンズ・ワイフズ・ボディガード
- ヒュービーのハロウィーン（ブレイク〈キーナン・トンプソン〉）
- ブラックアダム[44]
- ブラッド・ファーザー
- ブレット・トレイン[45]
- マイル22
- ミス・リベンジ
- ミッション:インポッシブル/デッドレコニング PART ONE（魚雷長[46]）
- ミッドサマー（ウルフ[47]）
- ミッドナイト・サン 〜タイヨウのうた〜（マーク・リード〈ケン・トレンブレット〉）
- モールおじさんとチョコレート工場（ポンピネリ[48]）
- モンスターハンター（将校[49]）
- ランペイジ 巨獣大乱闘（エージェント・パーク〈ウィル・ユン・リー〉[50]）
- レディ・プレイヤー1（パニクるシクサー[51]）

#### ドラマ
- アウトランダー シーズン3
- ウディ・アレンの6つの危ない物語
- エレメンタリー ホームズ&ワトソン in NY シーズン5
- GRIMM/グリム シーズン5
- ザ・ルーキー 40歳の新米ポリス!? #10
- サンズ・オブ・アナーキー
- スタートアップ: 夢の扉（パク・ドンチョン〈キム・ミンソク〉[52]）
- S.W.A.T.
- セナ(フランク・ウィリアムズ<スティーヴン・マッキントッシュ>)
- トゥー・オールド・トゥー・ダイ・ヤング
- HAWAII FIVE-0 シーズン8 #5
- FAMOUS IN LOVE
- プロディガル・サン 殺人鬼の系譜
- ボバ・フェット/The Book of Boba Fett
- ミズ・マーベル
- ムーンナイト
- リーサル・ウェポン シーズン2

#### アニメ
- アダムス・ファミリー（ジョン[53]）
- アングリーバード2（ジェリー[54]）
- 氷の国のスイフティ 北極危機一髪!（PB[55]）
- ザ・スター はじめてのクリスマス
- スマーフ（ヘフティ[56]）
- DC がんばれ!スーパーペット（ワッフルズ[57]）
- トロールズ ミュージック★パワー（ディッコリー、ミスター・ディンクルス[58]）
- バッドキャット（タンク）
- ヒックとドラゴン 聖地への冒険（アック[59]）
- ヒルダの冒険（ガース）
- プレイモービル マーラとチャーリーの大冒険（ロボティトロン[60]）
- みんなあつまれ! ワンダーパーク（ガス）
- LEGO スター・ウォーズ/サマー・バケーション（ラッド）
- 機動戦士ガンダム 復讐のレクイエム（リード・ゲルフィ〈チャブス〉[61]）

### 特撮
- ウルトラマンタイガ（2019年、ガピヤ星人アベルの声）
- 機界戦隊ゼンカイジャー（2021年、ボクシングワルドの声[62]）
- ウルトラマントリガー NEW GENERATION TIGA（2021年 - 2022年、ダーゴンの声[63]）
- ウルトラマンアーク（2024年、マスターの声）
- ウルトラマンオメガ（2025年、マサっさんの声）

### ラジオ
※はインターネット配信。
- オーバーロードII〜ナザリック地下大墳墓 定例報告会〜（2017年 - 2018年、音泉※）[64]
- オーバーロードIII〜ナザリック地下大墳墓 定例報告会〜（2018年、音泉※）
- オーバーロードIV〜アインズ・ウール・ゴウン魔導国 戦略会議〜（2022年、音泉※）[65]

### ナレーション
- 天運 すろん娘トラベル DVD-BOX PR
- フジテレビ ONE TWO NEXT 番組宣伝
- ウルトラマンデッカー 先行ダイジェストPV
- ウルトラマンデッカー最終章 旅立ちの彼方へ… 予告ナレーション
- ウルトラマンオメガ Blu-rayBOX 発売告知CM（2025年、丹下マサルの声）

### 玩具
- ウルトラマントリガー DXガッツハイパーキーPremium  闇の3巨人セット（2022年8月）

### その他コンテンツ
- BSプレミアム「世界で一番美しい瞬間」（ボイスオーバー）
- NHKドキュメンタリー 2度目の旅シリーズ（ボイスオーバー）

## ディスコグラフィ

### キャラクターソング
| 発売日        | 商品名                                                 | 歌                                                                   | 楽曲                 | 備考                                                               |
| ------------- | ------------------------------------------------------ | -------------------------------------------------------------------- | -------------------- | ------------------------------------------------------------------ |
| 2021年11月3日 | 『ウルトラマントリガー』キャラクターソングミニアルバム | カルミラ（上坂すみれ）、ダーゴン（真木駿一）、ヒュドラム（高橋良輔） | 「The End of LIGHT」 | 特撮テレビドラマ『ウルトラマントリガー NEW GENERATION TIGA』関連曲 |

### シリーズ一覧
1. ↑  第1期（2015年）、第2期『II』（2018年）、第3期『III』（2018年）、第4期『IV』（2022年）
2. ↑  第1期（2016年 - 2017年）、第2期（2017年 - 2018年）、第3期（2018年 - 2019年）、第4期（2019年 - 2020年）、第5期（2020年 - 2021年）
3. ↑  【デュエル・マスターズ（2017年版）】

第2期『デュエル・マスターズ！』（2018年 - 2019年）、第3期『デュエル・マスターズ!!』（2019年 - 2020年）

【デュエル・マスターズ キング】

第1期（2020年）、第3期『キングMAX』（2022年）
4. ↑  第1期（2019年）、Season3（2023年）
5. ↑  第1期（2019年）、第2期『弐ノ章』（2020年）、第3期『参ノ章』第1クール（2025年）
6. ↑  第1作（2020年）、第2作『アサティール2 未来の昔ばなし』（2024年）
7. ↑  第1期（2020年）、第2期『懐玉・玉折/渋谷事変』（2023年）
8. ↑  『業』（2020年）、続編『卒』（2021年）
9. ↑  第1クール（2021年）、第2クール（2021年 - 2022年）
10. ↑  第1期（2021年）、第2期（2023年）
11. ↑  第1クール（2021年）、第2クール（2022年）
12. ↑  2nd season（2022年）、season 3（2024年）
13. ↑  第4シーズン（2023年）、第5シーズン（2023年）
14. ↑  第1シーズン（2023年）、第2シーズン（2024年）
15. ↑  第1シーズン（2024年）、第2シーズン（2025年）
16. ↑  第1期（2024年）、第2期（2025年）
17. ↑  シーズン1（2024年）、シーズン2（2024年）

### 初出話一覧
1. ↑  第3期 第11話初出
2. ↑  第1期 第13話初出
3. ↑  第2期 第4話初出
4. 1 2  第9話初出
5. 1 2 3 4 5 6  第1話初出
6. 1 2 3  第6話初出
7. 1 2  第7話初出
8. 1 2 3 4  第13話初出
9. 1 2  第23話初出
10. 1 2 3 4 5  第3話初出
11. 1 2 3  第4話初出
12. 1 2 3  第11話初出
13. 1 2 3  第5話初出
14. ↑  第8話初出
15. 1 2 3  第12話初出
16. ↑  第16話初出
17. ↑  第18話初出
18. ↑  第19話初出
19. ↑  第20話初出
20. 1 2  第2話初出
21. ↑  第15話初出